# Oxygène (film)
Oxygène è un film del 2021 diretto da Alexandre Aja.

## Trama
In un futuro imprecisato una giovane donna, Elizabeth Hansen, si risveglia all'interno di una capsula criogenica identificata come Omicron 267, ma a causa di un'amnesia non ricorda né chi lei sia né il motivo per cui si trovi lì. La situazione peggiora quando l'ossigeno inizia a esaurirsi ed Elizabeth per non morire dovrà scavare nella sua memoria e contemporaneamente cercare una via di fuga. La storia subisce una svolta quando la donna nel corso dei dialoghi con MILO (Medical Interface Liaison Officer), l'intelligenza artificiale che sovrintende a tutte le operazioni, si rende conto di quella che è la realtà: la sua identità infatti, con sua sorpresa e angoscia, è quella di un clone della scienziata Elizabeth Hansen, che viaggia su un'astronave con altri suoi simili verso un lontano pianeta distante 14 anni luce dalla Terra e che è stata messa in iper-sonno poiché il viaggio dura 34 anni, così da sfuggire ad un virus che sta annientando la vita degli esseri umani sulla Terra. Il suo risveglio è stato dovuto a un surriscaldamento di un processore, ma alla fine, venuta a conoscenza di tutti i fattori e avendo la possibilità di tornare nella capsula criogenica, continua il suo viaggio verso il nuovo pianeta ospitante. 

## Produzione
Il film era stato originariamente intitolato O2.

### Pre-produzione
Nel luglio 2017 è stato annunciato che Anne Hathaway era entrata a far parte del cast del film e che sarebbe stata anche la produttrice, in collaborazione con la Echo Lake Entertainment e la IM Global, da una sceneggiatura di Christie LeBlanc.

### Cast
Nel febbraio 2020 è stato reso noto che Anne Hathaway sarebbe stata sostituita da Noomi Rapace, mentre nel luglio dello stesso anno Mélanie Laurent, Mathieu Amalric e Malik Zidi si sono uniti al cast del film, con Alexandre Aja alla regia.

### Riprese
Le riprese principali sono iniziate nel luglio 2020 durante la pandemia di COVID-19 con le dovute precauzioni come si nota in alcuni momenti del film.

## Promozione
Il trailer è stato diffuso online il 10 marzo 2021, mentre il trailer completo è stato pubblicato il 21 aprile seguente.

## Distribuzione
Il film è uscito sulla piattaforma di streaming Netflix il 12 maggio 2021.

## Accoglienza

### Critica
Sull'aggregatore di recensioni Rotten Tomatoes il film ottiene il 92% delle recensioni professionali positive, con un voto medio di 6,9 su 10 basato su 60 critiche, mentre su Metacritic ha un punteggio di 66 su 100 basato su 18 recensioni.